# Davion Berry
Davion Berry, né le 1er novembre 1991, à Oakland en Californie, est un joueur américain de basket-ball. Il évolue au poste d'arrière.

## Biographie
Jouant dans le club russe de BK Ienisseï Krasnoïarsk évoluant en VTB United League, il signe à l'ASVEL le 17 février 2020 pour remplacer Edwin Jackson prêté au club espagnol de Estudiantes Madrid. Son contrat court jusqu'au terme de la saison en cours, avec une année de contrat supplémentaire en option.
En août 2020, Berry rejoint le club israélien de l'Ironi Nes Ziona BC.

## The Basketball Tournament ESPN (TBT) (2017-2020)
À l'été 2017, Davion Berry a joué dans le tournoi The Basketball Tournament sur ESPN pour l'équipe The Wasatch Front (Weber State Alumni). Il a joué pour le prix de 2 millions de dollars, et pour The Wasatch Front, il a marqué 16 points lors de leur première défaite contre Team Challenge ALS 97-81.
Pour l'édition 2020, il rejoint l'équipe Eberlein Drive mais l'équipe est obligé de déclarer forfait à cause d'un cas de COVID19 dans l'équipe.

## Palmarès
- Joueur de l'année de la Big Sky Conference 2014
- First-team All-Big Sky Conference 2013, 2014
- Big Sky Newcomer of the Year 2013